# Mario Bezares
Mario Rodríguez Bezares (Santo Domingo Zanatepec, Oaxaca, 11 de febrero de 1955), más conocido como Mario Bezares o Mayito,  es un presentador, comediante y  actor de televisión mexicano. Es conocido por su participación, junto a Paco Stanley, en programas de televisión como ¡Pácatelas! y Una tras otra; así como por su baile denominado «el gallinazo», siendo un éxito musical en su momento.

## Biografía

### Primeros años y formación
Bezares nació en Santo Domingo Zanatepec, Oaxaca, el 11 de febrero de 1959. A los 10 años de edad se mudó con su familia a la Ciudad de México. Estudió la licenciatura en turismo en el Instituto Politécnico Nacional, especializándose en hotelería, alimentos y bebidas. También realizó estudios de chef, egresando en 1982.
Al mismo tiempo que realizaba sus estudios en turismo, cursó danza contemporánea y regional en el Instituto Nacional de Bellas Artes (INBA). También estudió danza clásica, tap y jazz. Esto lo llevó a participar como coreógrafo asistente con artistas. Tomó clases de actuación con "El Perro" Estrada, Sergio Jiménez, Héctor Castillo, y otros artistas.

### Carrera artística
Su carrera televisiva comenzó en Televisa, junto a Paco Stanley, en el programa de entretenimiento ¡Pácatelas!, en 1995. Más adelante, en 1998, se unió junto a Stanley a Una tras otra, en TV Azteca, con un formato similar al que tenían en Televisa.
En televisión, también participó en los programas cómicos ¡Anabel! y Cachún cachún ra ra! para la cadena Televisa. En teatro, también participó en obras como José el soñador, Jesucristo Súper Estrella, Vaselina y Cabaret.
La carrera de Bezares tuvo una pausa, después del asesinato de Stanley, pues además fue acusado de haber participado como cómplice o como acto de venganza. Sin embargo, en 2001 fue absuelto. Después de estos eventos, al mismo año vuelve a TV Azteca con el programa Ya llegó Mayito, sacándolo del aire en mayo de 2002. Es hasta el año 2006 donde fue contratado en Multimedios Televisión de Monterrey, como conductor de los programas Acábatelo y Aficionados concluidos en el 2020.

#### El gallinazo
En 1995, durante la emisión del programa ¡Pácatelas! en Televisa, se utilizaba la canción «El Gallinero», de la agrupación Ramírez, como cortinilla para los segmentos comerciales. Bezares hizo un baile improvisado en el que imitaba a una gallina, el cual fue del gusto de la gente y de Paco Stanley. Además de la imitación de la gallina, Bezares se tiraba al piso y se revolcaba. El baile se convirtió en un sello del programa y de Bezares; Stanley gritaba "¡gallinazo!", sonaba la canción y el conductor tenía que bailarlo. El baile se convirtió en un fenómeno social, pues la canción y el baile se presentaban en toda clases de eventos sociales, clubes, discotecas, etc.
En una de las ocasiones en las que Bezares bailó el gallinazo, una bolsa de plástico se le cayó de su ropa, la cual recogió inmediatamente y se la dio a Paco Stanley. Se especuló que el contenido de esa bolsa sería cocaína. En múltiples ocasiones, el actor ha dicho que esto es falso y sólo se trataba de una bolsa con papel higiénico o unos pañuelos desechables y números telefónicos.

### Disco:Puro ambiente con Mayito
En 2001, luego de su salida de prisión y del lanzamiento de su nuevo programa en TV Azteca Mario Bezares lanza a la venta el disco llamado Puro ambiente con Mayito, donde también incluía el tema de «El gallinazo» versión modificada, el material discográfico no tuvo un éxito esperado.

### La casa de los famosos México
En 2024, Bezares participó en el reality show La casa de los famosos México, resultando el vencedor de ese programa. A partir de ese momento vuelve a firmar exclusividad con la empresa Televisa, luego de 26 años de alejarse.

### Vida personal
Desde 1991 está casado con Brenda Bezares, y tienen dos hijos, Alan y Alejandro.

## Controversias

### Acusación del asesinato de Paco Stanley
El 7 de junio de 1999, Paco Stanley fue asesinado al salir del restaurante El charco de las ranas en la Ciudad de México; recibió cuatro disparos en la cabeza. Entre sus acompañantes estaba Mario Bezares, quien se encontraba en el baño mientras se realizaba el ataque. El asesinato causó revuelo en los medios, los cuales reportaban cada momento lo que acontecía alrededor del caso. Al día siguiente del asesinato, se realizaron pruebas toxicológicas al cuerpo de Stanley y a Mario Bezares, dando ambos positivo en consumo de cocaína.
El asunto se convirtió en una lucha de poder entre la empresa TV Azteca y el gobierno de Cuauhtémoc Cárdenas, entonces jefe de gobierno del Distrito Federal. Por un lado, la televisora acusaba al gobierno de ser responsable del asesinato del conductor; y por su parte, la procuraduría local mandó a declarar a Ricardo Salinas Pliego, propietario de la televisora.
Se especuló que el asesinato tendría relación con el narcotráfico; aunque otras líneas de investigación que se abrieron fueron 'problema pasional' y 'conflicto personal'. Mario Bezares y Paola Durante fueron señalados como posibles cómplices. El 2 de septiembre de 1999 les dictaron auto de formal prisión, junto a José Luis Rosendo Martínez, Jorge García Escandón y  Erasmo Pérez Garnica alias “El Cholo”. Sin embargo, debido a la falta de pruebas, fue declarada su inocencia en enero de 2001.

## Filmografía

### Televisión
| Año         | Título                        | Personaje                 | Ref.   |
| ----------- | ----------------------------- | ------------------------- | ------ |
| 2024        | La casa de los famosos México | Ganador                   | [ 25 ] |
| 2021        | Arriba la tarde               | Presentador               | [ 26 ] |
| 2011        | Méteme gol                    | Lorenzo De La Garza Nieto |        |
| 2010 - 2021 | Aficionados                   | Presentador               | [ 27 ] |
| 2006 - 2020 | Acábatelo                     | Presentador               | [ 28 ] |
| 2001 - 2002 | Ya llegó Mayito               | Presentador               | [ 29 ] |
| 1998 - 1999 | Una tras otra                 | Presentador               |        |
| 1999        | si hay y bien!                | Presentador               |        |
| 1995 - 1998 | ¡Pácatelas!                   | Presentador               |        |
| 1988 - 1993 | ¡Anabel!                      | Varios                    |        |
| 1987        | La indomable                  | José                      |        |
| 1981        | Cachún cachún ra ra!          | Hermano de Calixto        |        |